# Ukrainisch-ungarische Beziehungen
Die Ukrainisch-ungarischen Beziehungen sind das zwischenstaatliche Verhältnis zwischen der Ukraine und Ungarn. Die beiden Länder sind Nachbarn und haben eine ungefähr 137 km lange gemeinsame Grenze. Die Beziehungen wurden durch eine Kontroverse über die Rechte der ungarischen Minderheit in der westukrainischen Region Transkarpatien, in der 150.000 ethnische Ungarn leben, getrübt.

## Geschichte

Grenzverläufe in der Karpatenukraine

Frühe Interaktionen zwischen den Völkern der Kiewer Rus und den Magyaren sind in der Nestorchronik überliefert. Im Jahr 895 drangen die Ungarn über den Verecke-Pass in den Karpaten (heute in der Ukraine) in das Pannonische Becken ein und gründeten dort das Königreich Ungarn. Während der ungarischen Feldzüge in Europa im 10. Jahrhundert waren die Ungarn und die Kiewer Rus’ zu verschiedenen Zeiten miteinander verbündet. Im Jahr 943 unterstützten die Streitkräfte der Rus’ eine ungarische Offensive gegen das Byzantinische Reich, die im Friedensschluss durch den byzantinischen Kaiser Romanos I. Lekapenos gipfelte. Während der letzten ungarischen Invasion in Europa griff Swjatoslaw I., Großfürst von Kiew, 970 das Byzantinische Reich mit ungarischen Hilfstruppen an, die in der Schlacht von Arcadiopolis eine Niederlage erlitten, was die Ungarneinfälle in Europa beendete.
Die Karpatenukraine gehörte vom Mittelalter bis zum Vertrag von Trianon 1920 zum Königreich Ungarn, als das Gebiet nach der Aufteilung von Österreich-Ungarn an die Erste Tschechoslowakische Republik angeschlossen wurde. 1939, mit der Zerschlagung der Tschechoslowakei, erklärte die Karpatenukraine am 15. März ihre Unabhängigkeit. Noch am selben Tag griff das Königreich Ungarn das Gebiet an. Im Laufe weniger Tage überwältigte die 40.000 Mann starke ungarische Armee die begrenzten Kräfte des neu ausgerufenen, nicht anerkannten Staates, der nur über 2.000 Mann zur Verteidigung verfügte. Am 18. März übernahmen die ungarischen Streitkräfte die vollständige Kontrolle über das Gebiet. In dem darauf folgenden Chaos wurden schätzungsweise 27.000 ukrainische Zivilisten getötet. Nach dem Ende des Zweiten Weltkriegs wurde die Karpatenukraine von der Sowjetunion annektiert und als Oblast Transkarpatien an die Ukrainische SSR angeschlossen.
Die modernen bilateralen Beziehungen zwischen Ungarn und der Ukraine begannen in den frühen 1990er Jahren, nach dem Ende des Kommunismus in Ungarn 1989 und der Unabhängigkeit der Ukraine von der Sowjetunion im Jahr 1991. Beide Länder etablierten nachbarschaftliche und freundschaftliche Beziehungen, auch wenn dem ungarischen Präsidenten Viktor Orbán auch nach der Annexion der Krim 2014 eine Nähe zu Russlands Wladimir Putin nachgesagt wurde. Im November 2016 verkündete Orban den EU-Beitritt der Ukraine zu unterstützen. Ein ukrainisches Sprachgesetz von 2017 sorgte allerdings für eine deutliche Abkühlung der bilateralen Beziehungen. Mit dem neuen Gesetz wurde Ukrainisch zur obligatorischen Unterrichtssprache für alle staatlichen Schulen in der Ukraine ab der fünften Klasse, was Ungarn als Diskriminierung der ungarischen Minderheit ansah. Der ungarische Außenminister Péter Szijjártó kündigte an, dass Ungarn jede weitere Integration der Ukraine in die NATO und die Europäische Union blockieren werde, und bot an, „zu garantieren, dass all dies in Zukunft für die Ukraine schmerzhaft sein wird“.

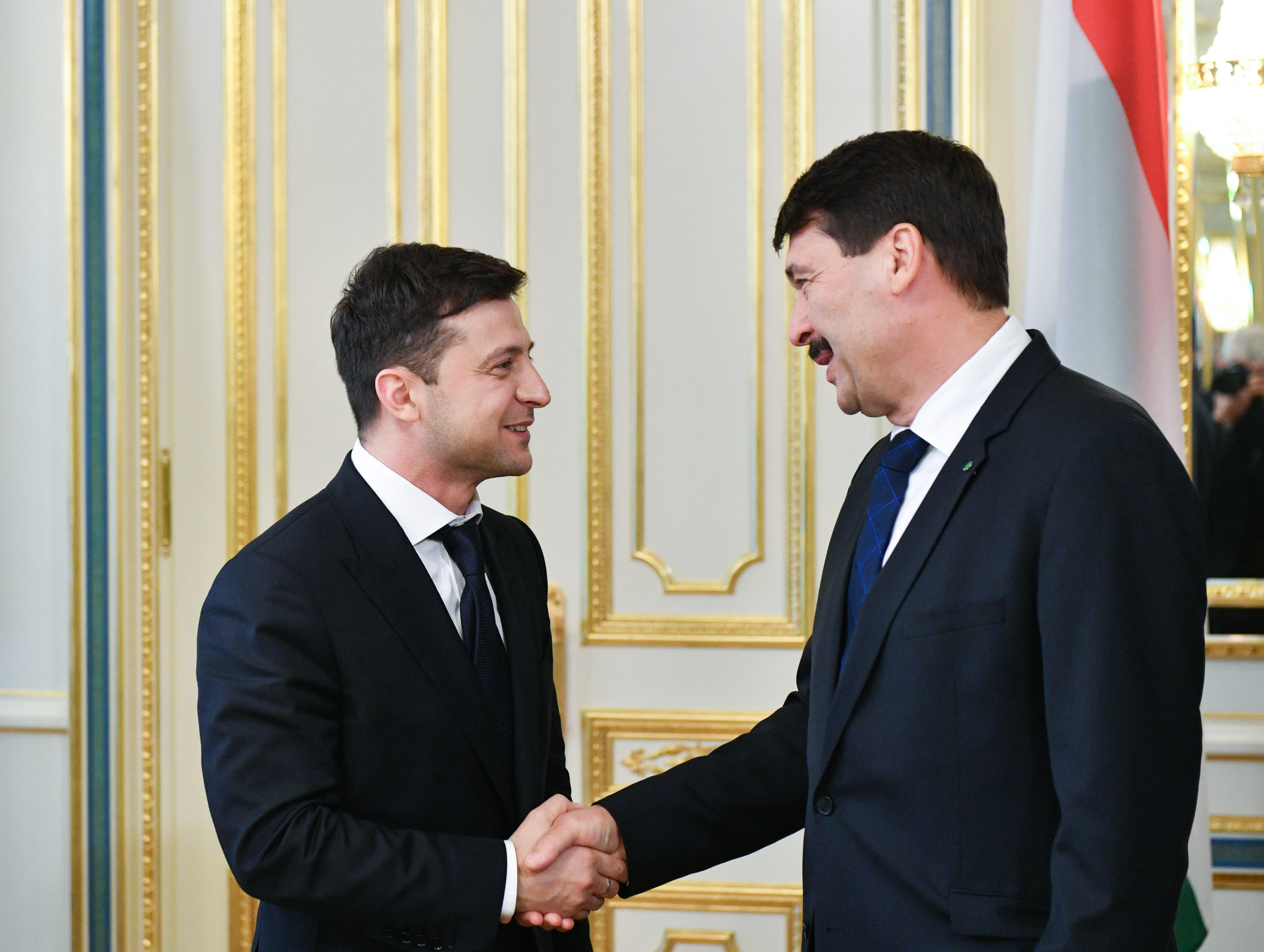
Wolodymyr Selenskyj und János Áder (2019)

Im Oktober 2017 machte Ungarn seine Ankündigungen wahr und legte sein Veto ein, wodurch die Einberufung einer Sitzung des NATO-Ukraine-Ausschusses effektiv blockiert wurde. Daraufhin kündigten ukrainische Beamte Zugeständnisse an einige ungarische Forderungen an, insbesondere die Verlängerung der Übergangszeit bis zur Umsetzung des Sprachengesetzes auf 2023. Im September 2018 kam es allerdings zu erneuten Streitigkeiten, nachdem das ungarische Konsulat in Berehowe ungarische Pässe an Angehörige der ungarischen Minderheit in der Ukraine verteilt hatte. Da der freiwillige Erwerb einer ausländischen Staatsbürgerschaft ohne Verzicht auf die ukrainische Staatsbürgerschaft nach ukrainischem Recht illegal ist, wiesen ungarische Diplomaten die neuen Staatsbürger an, ihren Besitz ungarischer Pässe vor den ukrainischen Behörden zu verbergen. In Reaktion darauf wies die Ukraine den ungarischen Konsul aus und Ungarn kündigte die Ausweisung eines ukrainischen Diplomaten in Budapest an und wiederholte die Drohung, den Beitritt der Ukraine zur NATO und zur Europäischen Union zu blockieren.
Nach dem Beginn des russischen Überfalls auf die Ukraine 2022 verurteilten die ungarische Regierung die Invasion und erklärte ihre Unterstützung für die Ukraine, lehnte aber gleichzeitig Waffenlieferungen an die Ukraine ab. Später forderte Orban den ukrainischen Präsidenten Wolodymyr Selenskyj auf, sich um ein Friedensabkommen zu bemühen und bot sich als Vermittler mit Russland an. Die anhaltenden Waffenlieferungen der Ukraine durch die NATO lehnte er ab, da er diese als Hindernis für den Frieden ansah. In seiner Siegesrede am 3. April 2022 nach den ungarischen Parlamentswahlen sagte Orban, dass der ukrainische Präsident Selenskyj einer der „Gegner“ sei, die er überwunden habe, um zu gewinnen.
Am 1. Mai 2023 beschuldigte Oleksij Danilow, der Sekretär des Nationalen Sicherheits- und Verteidigungsrates der Ukraine, Ungarn, von der russischen Invasion in der Ukraine im Jahr 2022 gewusst zu haben. Er behauptete, Wladimir Putin habe die ungarische Regierung im Voraus gewarnt und Ungarn habe Pläne, Teile des Gebiets Transkarpatiens in der Westukraine zu annektieren, das an der Grenze zu Ungarn liegt. Die Regierung Ungarns bezeichnete Danilows Anschuldigung als falsch und äußerte Empörung über seine Behauptungen.
In der EU blockierte Ungarns Präsident Orban mehrfach Hilfsgelder für die Ukraine und wollte zunächst Zugeständnisse der EU für eingefrorenen EU-Zahlungen an Ungarn. Nach zähen Verhandlungen gab Orban im Februar 2024 schließlich seine Zustimmung für EU-Hilfsgelder an die Ukraine in Höhe von 50 Milliarden Euro. Wenige Monate später verzichtete er auch darauf, ein Veto gegen die weitere Annäherung der NATO an die Ukraine einzulegen, welche Ausbildung und Militärhilfen vorsehen. Im Juli 2024 besuchte Orban schließlich erstmals seit Kriegsausbruch Kiew, nachdem er zuvor demonstrativ ferngeblieben war. Bei dem Treffen gibt es neben der Beendigung des Kriegs mit Russland auch um den EU-Beitritt der Ukraine und den Status der ungarischen Minderheit im Land.
In der antiukrainischen Kampagne der ungarischen Regierung im Frühjahr 2025 soll angeblich eine große Mehrheit der Ungarn gegen die EU-Mitgliedschaft der Ukraine gestimmt haben. Es war nicht einfach eine weitere der vielen Hetz- und Hasskampagnen Orbans - sondern die erste, die sich pauschal gegen ein ganzes Land richtete und es zum "Mafia-Staat" erklärte. Es war auch Orbans erste Kampagne, die Bürgerinnen und Bürger eines ganzen Landes kollektiv entmenschlichte und als gefährliche, erbarmungslose Kriminelle diffamierte, die Ungarn angeblich vernichten würden - durch Organ-, Menschen-, Drogen- und Waffenhandel, durch genmodifizierte Lebensmittel und dadurch, dass sie den Ungarn die Arbeitsplätze, die Einkommen, die Renten und die Gesundheit wegnehmen würden. Das Ziel der "Abstimmung 2025" genannten Kampagne: Die Ungarn sollten sich gegen eine EU-Mitgliedschaft der Ukraine aussprechen. Am 21. Juni 2025 ging die Abstimmung zu Ende. Am 26. Juni 2025 verkündete Viktor Orban persönlich das Ergebnis - kurz vor Beginn eines EU-Gipfels in Brüssel: 2,27 Millionen Ungarn hätten sich beteiligt (was rund einem Drittel der ungarischen Wähler entspricht), 95 Prozent hätten gegen eine EU-Mitgliedschaft der Ukraine gestimmt. Wie bei allen bisherigen derartigen Kampagnen Orbans, etwa denjenigen gegen Migranten oder gegen den US-Börsenmilliardär ungarisch-jüdischer Abstammung George Soros, lässt sich auch diesmal nicht nachprüfen, ob die Ergebnisse real sind oder nicht. Eine unabhängige Beobachtung des Wahlprozesses oder eine unabhängige öffentliche Zählung der Stimmen lässt die ungarische Regierung nicht zu. Bei einer ähnlichen Umfrage, die vor kurzem von der Tisza-Partei (Respekt und Freiheit), der größten ungarischen Oppositionspartei, veranstaltet worden war, hatten sich 58 Prozent der befragten Ungarn für eine EU-Mitgliedschaft der Ukraine ausgesprochen. Viele Reaktionen in der ungarischen Öffentlichkeit lassen darauf schließen, dass ein erheblicher Teil der Ungarn die Orban-Kampagne für übertrieben, falsch, lügnerisch oder ein Ablenkungsmanöver hält. In sozialen Medien werden die Propaganda oder die Korruptionsaffären des Orban-Systems aufs Korn genommen. Auch an zahlreichen Postings in sozialen Netzwerken, darunter an kritischen Kommentaren auf den Facebook- und TikTok-Kanälen Viktor Orbans, ist abzulesen, dass viele Ungarn die antiukrainische Kampagne des Premiers als moralisch verwerflich oder lügnerisch empfinden. Trotz solcher Stimmen scheint es jedoch nahezu ausgeschlossen, dass Orban und seine Regierung eine Kehrtwende in ihrer antiukrainischen Politik vollziehen. Selbst dass Orbans Macht- und Propagandaapparat den Ton mäßigt oder auf bestimmte Narrative verzichtet – wie etwa das, dass die Kriegsverbrechen in Butscha von der ukrainischen Armee inszeniert worden seien –, scheint nur schwer vorstellbar. Denn die Ukraine ist zum bestimmenden Thema des Wahlkampfes für die Parlamentswahl im Frühjahr 2026 geworden.
Im Juli 2025 veröffentlichen regierungsnahe Medien in Ungarn gefakte Videos, die angeblich einen ungarischen Bürger zeigen sollen, der von ukrainischen Rekrutierungsbeamten zu Tode gefoltert wurde, weil er sich weigerte, der ukrainischen Armee beizutreten. Die ungarische Staatsführung hat den Tod eines ungarisch stämmigen Rekruten namens Jozsef Sebestyen, Doppelstaatsbürger aus Transkarpatien, Ukraine, in der Ukraine am 6. Juli zu einem kollektiven Angriff auf die ungarische Nation stilisiert und die Ukraine zu einer Art Reich des Bösen erklärt - obwohl die Todesumstände des Rekruten unklar sind. Orban behauptet: "In der Ukraine wurde ein ungarischer Staatsbürger totgeschlagen." Er wirft der Ukraine und der EU vor, das angebliche Verbrechen zu vertuschen - ohne jegliche Belege. Das Kommando der ukrainischen Landstreitkräfte bestreitet in einer Mitteilung vom 10. Juli 2025 jegliche Misshandlung Sebestyens. Er sei am 15. Juni 2025 zu einer Ausbildungseinheit gebracht worden und von dort drei Tage später desertiert. Am 24. Juni 2025 habe er sich im Kreiskrankenhaus Berehowe mit Beschwerden gemeldet, von dort aus sei er in eine psychiatrische Klinik überwiesen worden, wo er am 6. Juli 2025 an einer Lungenembolie verstarb, "ohne Anzeichen von Verletzungen, die auf Gewalt hinweisen könnten". Das ukrainische Außenministerium beschuldigt Ungarn, den Fall Sebestyen in "manipulativer Weise und zu politischen Zwecken" auszunutzen. Tatsächlich behauptet Viktor Orban nicht nur, dass "in der Ukraine ein Ungar totgeschlagen wurde", sondern fügt hinzu, dass "ein solches Land nicht Mitglied der EU werden darf". Es geht also um die Fortsetzung der Kampagne gegen die EU-Mitgliedschaft der Ukraine im Frühjahr 2025. Deren Erfolg war trotz massiver Propaganda eher mäßig. Viele Ungarn reagieren trotz der inzwischen verbreitete Orban-Müdigkeit auf den Fall Sebestyen mit Betroffenheit.

## Diplomatische Standorte
- Ungarn hat eine Botschaft in Kiew, ein Generalkonsulat in Uschhorod und ein Konsulat in Berehowe.
- Die Ukraine eine Botschaft in Budapest und ein Generalkonsulat in Nyíregyháza.

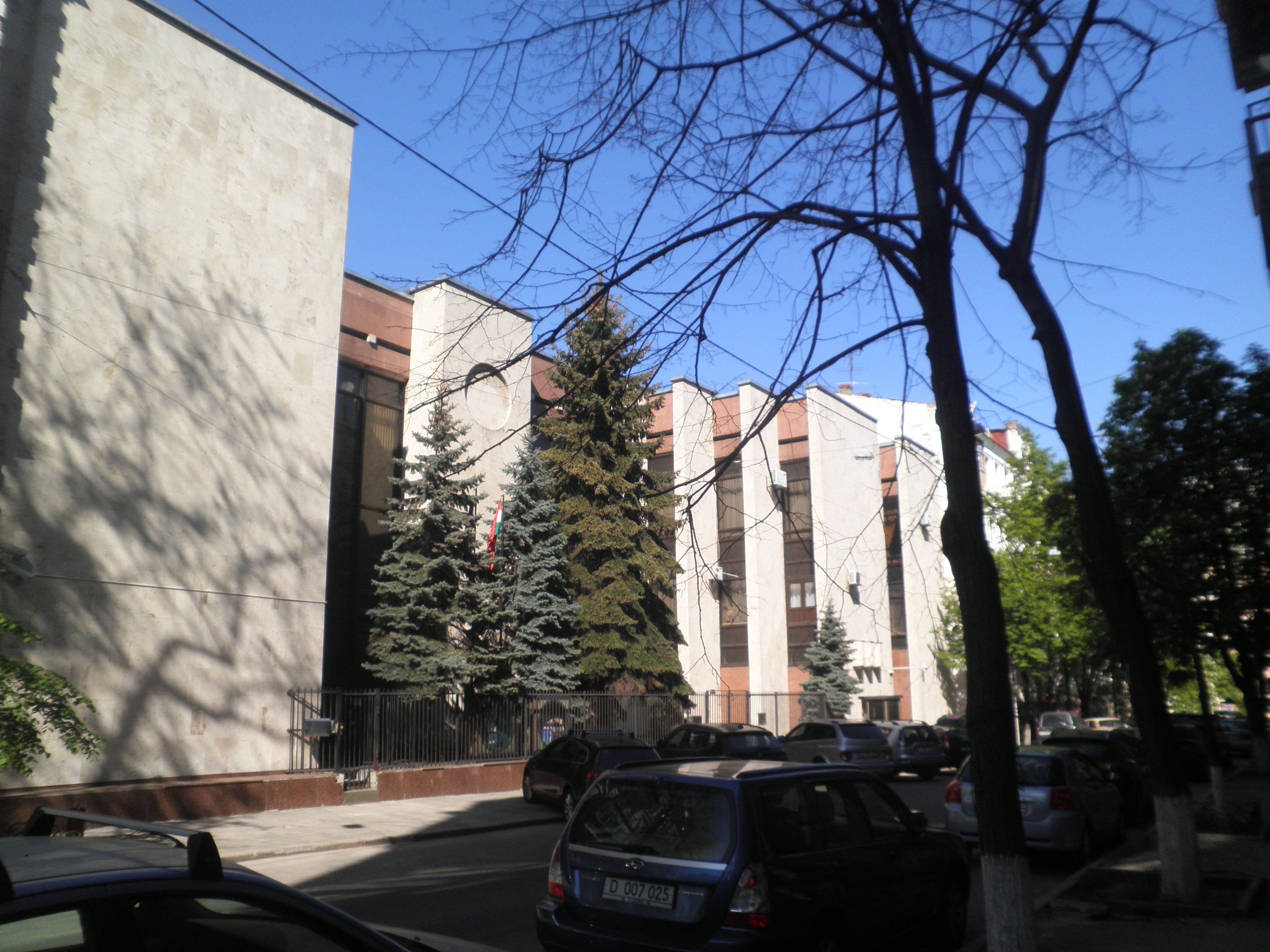
Ungarische Botschaft in Kiew
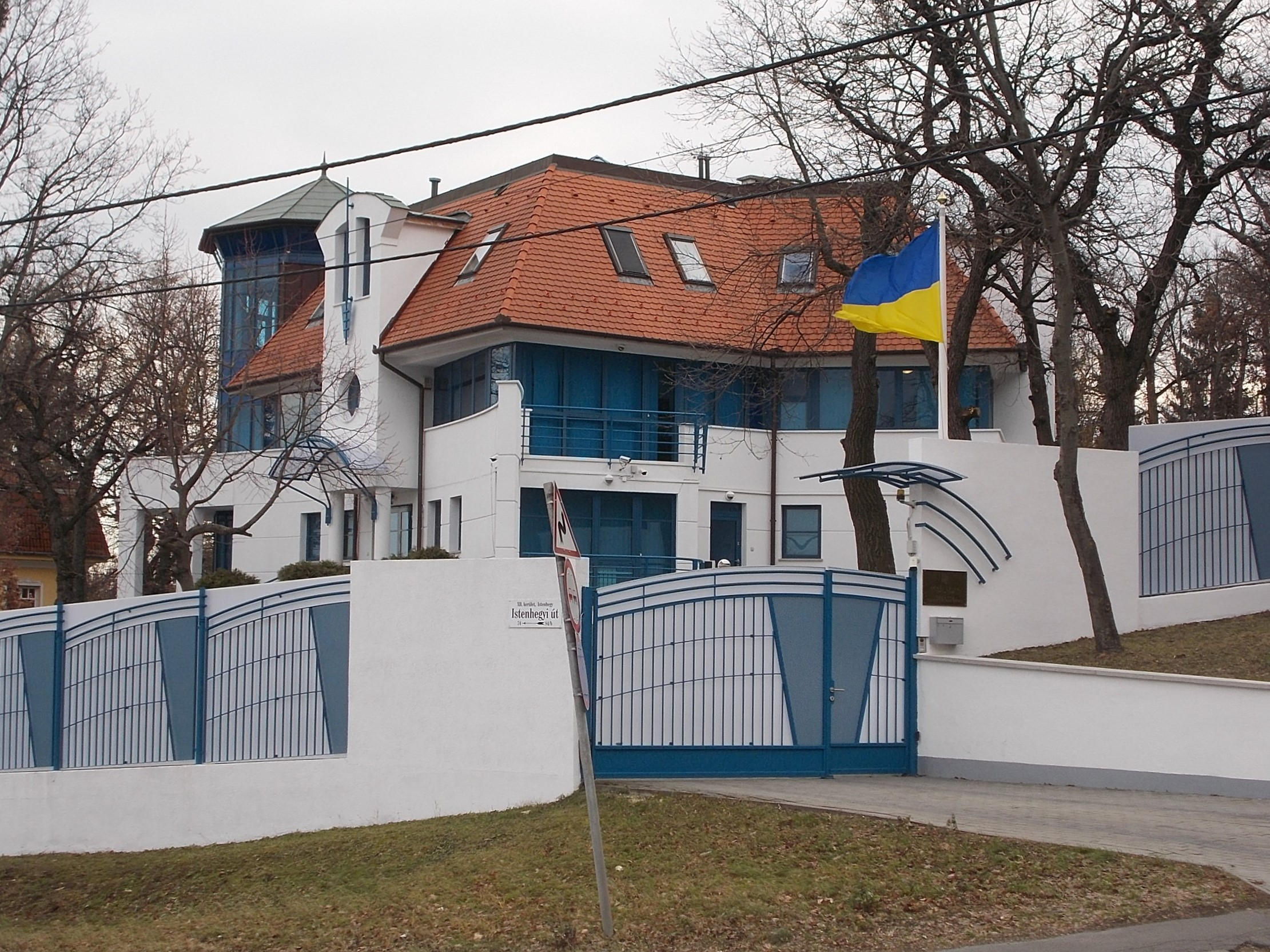
Ukrainische Botschaft in Budapest
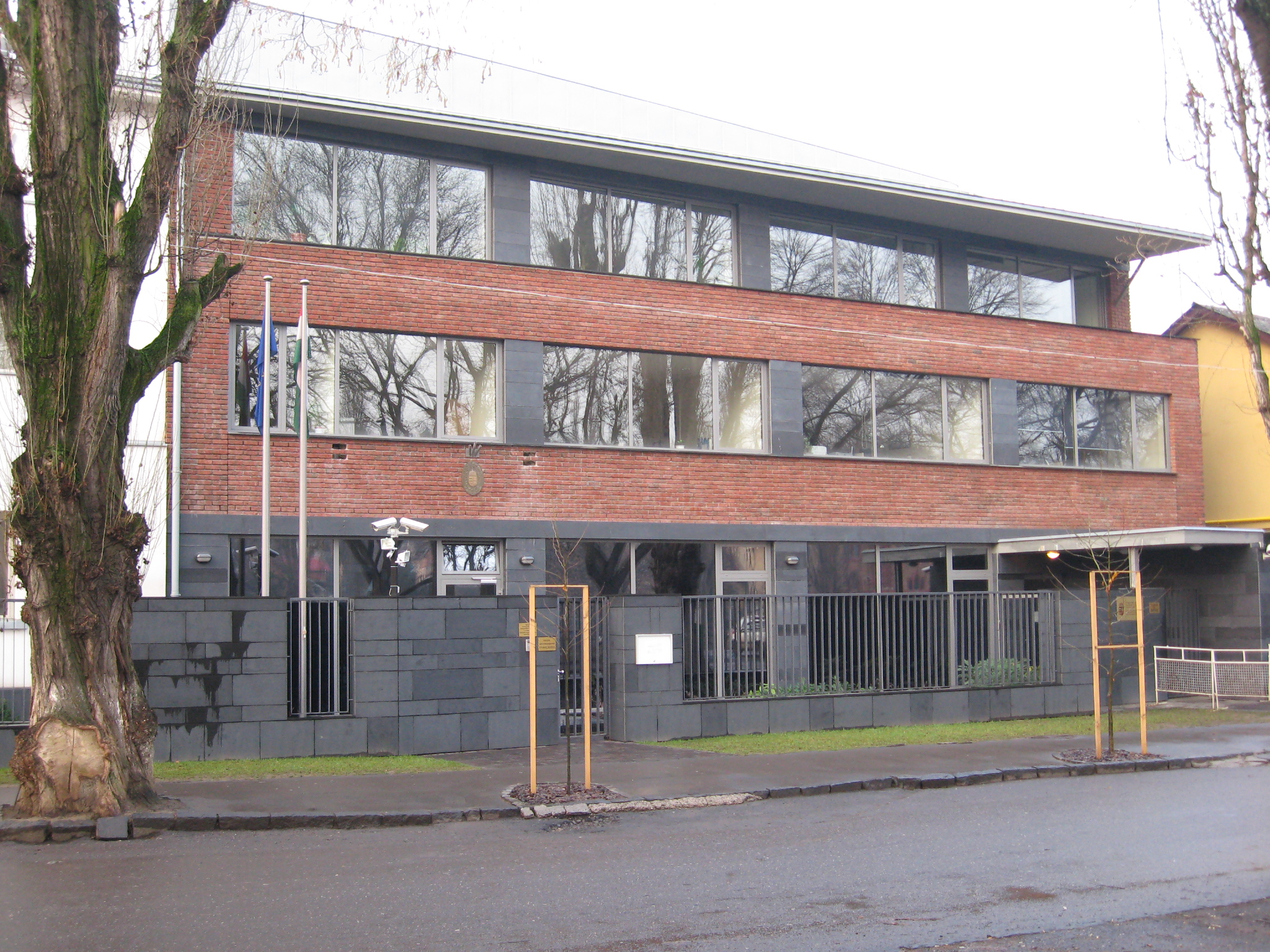
Ungarisches Generalkonsulat in Uschhorod